# Wensplein voor vrede
Het Wensplein voor vrede is een officieus plein met een officieel beeld in Amsterdam-Oost.
Het is gelegen ten zuidwesten van de ingang van de restanten van de Amsterdamse Muiderkerk. Officieel vormt het plein een onderdeel van de Linnaeusstraat. Doordat de kerk in 1989 afbrandde en de nieuwe bebouwing pas begint achter de overgebleven toren, ontstond daar een loze ruimte. Na goedkeuring van de gemeente waartoe de Muiderkerk behoort en in samenwerking met de buurtbewoners, werd hier een artistiek kunstwerk geplaatst op een stenen verhoging. De verhouding tussen plein en kunstwerk is conform het plastisch getal van de Benedictijner monnik en architect Dom Hans van der Laan. Het kunstwerk is van staal bedekt met antracietkleurige poedercoating. Het object symboliseert een kostbaar sieraad voor vrede naar het idee van kunstenaars Elly van den Hout (Christelijke Hogeschool voor de kunsten in Kampen) en Trinette Scheper (Koninklijke Academie van Beeldende Kunsten). Op het stalen frame zijn 37 gekleurde blokken geplaatst, waarop vredeswensen van buurtbewoners zijn middels zeefdruk weergeven. Zij symboliseren stuk voor stuk een kostbaar juweel. De knoop in het collier toont de complexiteit van de samenleving in de buurt. Het geheel meet 280 bij 360 bij 160 centimeter. De Gemeente Amsterdam verstrekte (mede) subsidie.
Toenmalig Kamervoorzitter en buurtbewoner Gerdi Verbeet onthulde het object op 17 mei 2008.
Tussen de toren en nieuwbouw bevindt zich in de vorm van een variant snijraam een glazen afbeelding.